# تشارلز أندرسون
تشارلز أندرسون (بالإنجليزية: Charles Alfred Anderson)‏ (و. 1902 – 1990 م) هو، من الولايات المتحدة الأمريكية، توفي في بومونا، كاليفورنيا، عن عمر يناهز 88 عاماً.